# Die Rosse des Urban Roithner
Die Rosse des Urban Roithner ist ein österreichischer Heimatroman des bäuerlichen Waldviertels von Imma Bodmershof.

## Ausgaben
Das Werk, zwischen Herbst 1938 und Juli 1943 geschrieben, wurde bereits 1943 gesetzt und 1944 unter dem Lektorat von Hermann Kasack in den Druck gebracht mit dem Impressum: Suhrkamp Berlin 1944, dem später erst offiziell gegründeten Suhrkamp Verlag. Zweimal sollte die gesamte Auflage in den Kriegswirren verbrennen, nur wenige Exemplare dieser Ausgabe sind erhalten. Erst 1950 konnte das Buch durch die Österreichische Verlagsanstalt in den Handel gelangen. Es folgten Lizenzausgaben in den 1950er Jahren in der Deutschen Buch-Gemeinschaft, der Buchgemeinschaft Donauland und der Büchergilde Gutenberg, der Titel wurde 1982 als Band 1 von Bodmershof’s Gesammelte Werke in Einzelausgaben aufgenommen.

## Handlung
Urban Roithner ist Knecht beim Hummelbauern, heiratet dessen Tochter Barbara und übernimmt mit ihr den Dürrnhof abseits des Dorfes. Mit harter Arbeit und einem Kredit will er den Hof finanzieren. Den gesellschaftlichen Aufstieg vor Augen schreckt er selbst vor krummen Geschäften nicht zurück, wird deshalb sogar von der Polizei geschnappt, kommt aber wieder frei. Bei der Geburt seines dritten Kindes verliert er schließlich seine Frau. Am Ende stürzt Roithner mit seinen Rössern einen Abhang hinunter; ob es Selbstmord oder ein Unfall war, kann nicht geklärt werden.

## Bedeutung
Der Roman sticht durch seine Schilderungen der dörflichen Gemeinschaft, der Natur und der Tiere hervor. Der Konnex der biographischen Situation mit den Abläufen in der Natur, auf die jeder Bauer Rücksicht nehmen muss, bestimmen auch das Schicksal von Urban Roithner und seiner Frau Barbara. Verstärkt wird dies durch Urbans Arbeitseifer, seine leidenschaftliche Liebe zu Barbara, ihre Schwangerschaften, die gemeinsamen Lebens- und Todesängste und die isolierte Lage des Dürrnhofes. Das Werk erhält dadurch eine starke natur- und existenzphilosophische Komponente und durchbricht damit die literarische Gattung des Heimatromanes: Das bäuerliche Leben im Waldviertel wird zu Staffage einer philosophischen Näherung an das Sein und die Zeit, was auch durch die intellektuelle Biographie der Autorin verdeutlicht wird.
Der Roman gilt als das Hauptwerk Imma von Bodmershofs und bedeutet zugleich ihren literarischen Durchbruch.